# (75) Эвридика
(75) Эвридика (лат. Eurydike) — астероид главного пояса, принадлежащий к металлическому спектральному классу M, что говорит о наличии в её поверхности таких металлов, как железо и никель, а также их оксидов. Он был открыт 22 сентября 1862 года американским астрономом Кристианом Петерсом в обсерватории Литчфилд, США и назван в честь Эвридики, супруги Орфея в древнегреческой мифологии.

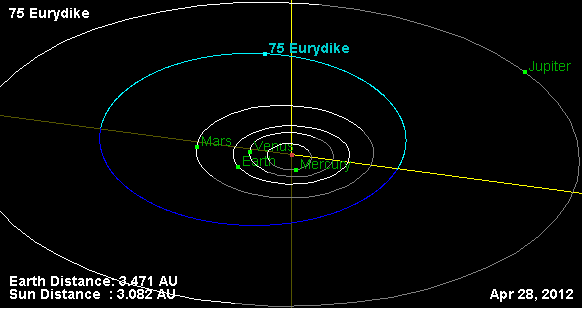
Орбита астероида Эвридика и его положение в Солнечной системе

По результатам наблюдений, проведённых в 1977 году, шведский учёный Клас-Ингвар Лагерквист определил период вращения Эвридики. Позже его результаты были подтверждены другими исследованиями, в том числе в совместной работе астрономов Харьковской и Крымской обсерваторий. Диаметр астероида определили на основании данных, полученных астрономической обсерваторией IRAS.
Покрытие звёзд астероидом Эвридика наблюдалось неоднократно. Так, 6 декабря 1998 года в Португалии наблюдали покрытие звезды TYC 1908 00926, а через 11 дней — покрытие звезды TYC 2438 00880 в обсерватории Тейде на Канарских островах. В 2006 году в Новой Зеландии наблюдали покрытие звезды TYC 6370-00552-1. Тень астероида двигалась со скоростью около 21,9 км/с. Это было 988-е зарегистрированное наблюдение Эвридики.